# Kassim Majaliwa
Kassim Majaliwa, né le 22 décembre 1960, est un homme d'État tanzanien. Il est Premier ministre de la Tanzanie depuis 2015.

## Biographie
Majaliwa est né le 22 décembre 1960. Il a terminé ses études à l'école secondaire de Kigonsera en 1983. Il a ensuite travaillé comme enseignant pendant seize ans jusqu'en 1999. Entre-temps, il a obtenu un diplôme d'enseignement du Mtwara Teacher Training College en 1993 et un baccalauréat en éducation. de l'université de Dar es Salaam en 1998. Il a ensuite rejoint le mouvement syndical et a été secrétaire de district et secrétaire régional de la Tanzania Teachers 'Association entre 1999 et 2006. Il a été choisi pour devenir commissaire de district du district d'Urambo en 2006. Il est resté dans ce rôle jusqu'à son élection au Parlement en 2010. 
Majaliwa a été élu pour la première fois au Parlement lors des élections générales de 2010 sur le billet Chama Cha Mapinduzi de Ruangwa. Il a été sous-ministre d'État au bureau du Premier ministre pour l'administration régionale et les collectivités locales de 2010 à 2015.
Lors des élections générales de 2015 , Majaliwa a été réélu de Ruangwa, battant Omari Makota du Front uni civique par une marge de 31 281 à 25 536 voix. 
Après que John Magufuli a prêté serment en tant que président de la Tanzanie à la suite des élections générales de 2015, il a nommé Majaliwa au poste de Premier ministre le 19 novembre 2015. Sa nomination a été une surprise, même pour lui-même, étant donné qu'il était relativement nouveau dans la politique électorale. Sa sélection a été attribuée à son humilité, son honnêteté, son éthique de travail ainsi qu'à des considérations régionales - le nouveau Premier ministre devait être originaire du sud du pays, d'où Majaliwa est originaire. Son expérience dans l'enseignement en tant qu'enseignant, syndicaliste et vice-ministre devrait également être un atout dans la volonté affichée du président Magufuli de réformer le secteur. L'opposition a critiqué sa sélection, invoquant son manque d'expérience. Sur l'opposé et peu de temps pendant son mandat, Majaliwa s'est avéré erroné à une poignée de critiques de l'opposition, car il acceptait fermement et fermement le rôle de premier ministre en tant que personne de droite du président Magufuli. Il a rapidement fait un certain nombre de répressions de longue date des greffes, de l'insouciance envers les travailleurs civils et a depuis lors joui d'une grande approbation publique avec le président Magufuli.